# Тепша
Тепша — река в России, протекает в Тюменской области. Устье реки находится в 190 км по левому берегу реки Имгыт. Длина реки составляет 89 км. В 25 км от устья справа впадает река Утис.

## Данные водного реестра
По данным государственного водного реестра России относится к Иртышскому бассейновому округу, водохозяйственный участок реки — Иртыш от впадения реки Тобол до города Ханты-Мансийск (выше), без реки Конда, речной подбассейн реки — бассейны притоков Иртыша от Тобола до Оби. Речной бассейн реки — Иртыш.